# Mazaalai
Ursus arctos gobiensis
Sous-espèce
Statut de conservation UICN

CR : 
En danger critique
L'ours de Gobi (Ursus arctos gobiensis), aussi appelé mazaalai (de Мазаалай en Mongol), est une sous-espèce d'ours brun (Ursus arctos) qui habite le désert de Gobi en Mongolie. Il est considéré comme « en danger critique d'extinction » par l'UICN, avec une population restante d'une cinquantaine d'individus.
L'ours de Gobi est principalement herbivore. Il n'existe pas de preuve qu'il chasse de grands mammifères. Il est plus petit que les autres ours bruns, le mâle pesant entre 96 et 138 kg et la femelle entre 51 et 78 kg.